# 布尔哈索特
布尔哈索特，是西班牙巴伦西亚自治区巴伦西亚省的一个市镇。总面积3平方公里，总人口3533人（2001年），人口密度1177人/平方公里。